# John Pickard
John Pickard (?, 11 september 1963) is een Brits componist en muziekpedagoog.

## Levensloop
Pickard studeerde compositie bij William Mathias aan de Universiteit van Wales in Bangor en behaalde zijn Bachelor of Music aldaar. In 1984 en 1985 studeerde hij met een studiebeurs van Ministerie van Onderwijs, Cultuur en Wetenschap compositie bij Louis Andriessen aan het Koninklijk Conservatorium in Den Haag. Zijn studies voltooide hij en promoveerde tot Ph.D. (Philosophiæ Doctor) in compositie in 1989.
Vanaf 1993 is hij professor voor compositie en musicologie aan de Universiteit van Bristol.
Pickard is bekend voor een serie van krachtige orkestrale en instrumentale werken. Hij schreef vier symfonieën en andere orkestwerken met symfonische dimensies zoals Sea-Change (1989), The Flight of Icarus (1990), Channel Firing (1992-93) en zijn tromboneconcert "The Spindle of Necessity" (1997-98). Zijn tweede symfonie ging in 1989 in première door het BBC Philharmonic Orchestra onder leiding van Odaline de la Martinez en de derde symfonie ging in 1997 in première met het BBC National Orchestra of Wales onder leiding van Mark Wigglesworth.

## Composities

### Werken voor orkest

#### Symfonieën
- 1983-1984 Symfonie nr. 1, voor orkest
- 1985-1987 Symfonie nr. 2, voor orkest
- 1995-1996 Symfonie nr. 3, voor orkest
- 1991-2004 Gaia Symphony (Symfonie nr. 4) → zie "Werken voor brassband"

#### Concerten voor instrumenten en orkest
- 1984 Serenata Concertata, voor dwarsfluit en kamerensemble
- 1998 Concerto "The Spindle of Necessity", voor trombone, strijkorkest en slagwerk
- 1999-2000 Concerto, voor piano en orkest

#### Andere werken voor orkest
- 1988-1989 Sea-Change[1], voor orkest
- 1990 The Flight of Icarus[1], voor orkest
- 1992-1993 Channel Firing[1], voor orkest
- 1993 Partita, voor strijkorkest
- 2008 Tenebrae, voor orkest

### Werken voor brassband
- 1991 Wildfire, voor brassband
- 1991-2004 Gaia Symphony (Symfonie nr. 4), voor brassband - première: 10 juli 2005, Cheltenham Music Festival, National Youth Brassband of Wales
  1. Tsunami more
  2. Window 1(Water-Fire)
  3. Wildfire
  4. Window 2 (Fire-Air)
  5. Aurora
  6. Window 3 (Air-Earth)
  7. Men of Stone
- 1995 Men of Stone, symfonische suite voor brassband
- 2001 Invocation, voor brassband
- 2002 Tsunami, voor brassband
- 2003 Aurora, voor brassband
- 2005 Eden, voor brassband (verplicht werk tijdens het finale van de "Besson National Brass Band Championships" in 2005 in de Royal Albert Hall, Londen)

### Missen en andere kerkmuziek
- 1983-1987 Three Latin Motets
  1. O nata lux - voor gemengd koor (S.A.T.B)
  2. Te lucis ante terminum - voor vrouwenkoor (S.S.A.A.)
  3. Ubi caritas et amor - voor gemengd koor (S.A.T.B)
- 1992 Ave Maris Stella, voor gemengd koor
- 1998 A Better Time Than Ours, Carol voor tienstemmig gemengd koor (S.S.S.A.A.A.T.T.B.B.)
- 2005-2007 Agamemnon’s Tomb (A Requiem), requiem voor sopraan, tenor, bariton, gemengd koor en orkest - tekst: Sacheverell Sitwell

### Werken voor koor
- 1983 Ozymandias, voor tienstemmig gemengd koor (S.S.S.A.A.A.T.T.B.B.) - tekst: Percy Bysshe Shelley
- 2007 Songs of Rain and Sea, voor vrouwenkoor, piano (vierhandig) en slagwerk - tekst: Sigrún Davídsdóttir

### Vocale muziek
- 1992 The Phoenix, voor sopraan en piano - tekst: Cynewulf
- 2001 The Borders of Sleep - Nine poems of Edward Thomas, voor bariton en piano
- 2010 The Burning of the Leaves, voor bariton en piano - tekst: Laurence Binyon

### Kamermuziek
- 1983 Nocturne in Black and Gold, voor dwarsfluit (ook piccolo), klarinet, viool, cello, piano en klavecimbel
- 1988 A Madrigal for Thomas Morley, voor koperkwartet (2 trompetten, hoorn en trombone)
- 1990 Trio, voor viool, cello en piano
- 1991 Strijkkwartet nr. 1
- 1992 The Phagotus of Afranio, voor fagot en piano
- 1993 Strijkkwartet nr. 2
- 1994 Strijkkwartet nr. 3
- 1994-1995 Sonata, voor cello en piano
- 1997 Insomnia, voor viool en piano
- 1998 Strijkkwartet nr. 4
- 2000 Valedictions, voor cello en piano
- 2002 Black Castles, voor koperensemble
- 2004 Sonata, voor viool en piano

### Werken voor orgel
- 1983 Sun
- 2004 Orion, voor trompet en orgel
  1. Nebula
  2. Alnitak
  3. Betelgeuse
- 2009 Tesserae

### Werken voor piano
- 1987 Sonata
- 1987 Paraphrase on "The Duke of Marlborough"
- 1995 A Starlit Dome

### Werken voor gitaar
- 1990 Inscape